# Robertgurneya smithi
Robertgurneya smithi är en kräftdjursart som beskrevs av Hamond 1973. Robertgurneya smithi ingår i släktet Robertgurneya och familjen Diosaccidae. Inga underarter finns listade i Catalogue of Life.